# АЕС «Ханхіківі-1»
АЕС Ханхіківі-1 (фін. Hanhikivi 1-ydinvoimalaitos), що раніше називався АЕС Пюхяйоки (фін. Pyhäjoen ydinvoimalaitos) — проект одноблочної атомної електростанції у Фінляндії. Передбачалося, що станція складатиметься з одного енергоблоку з реактором ВВЕР-1200 за проектом АЕС-2006.
Заявка на будівництво АЕС «Ханхіківі-1» до уряду Фінляндії була подана в 2015 році, проте будівництво гальмувалося тривалою процедурою отримання дозволу фінського регулятора. Процес був перерваний у травні 2022 р. розірванням контракту на будівництво з боку замовника будівництва, фінської компанії Fennovoima, у зв'язку з вторгненням Росії в Україну.

## Місце будівництва
Консорціум розглядав два можливі місця будівництва АЕС  громада (муніципалітет) Сімо в провінції Лапландія і мис Ханхикиви Название Hanhikivi в громаді (муніципалітеті) Пюхяйокі у провінції Північна Остроботнія. Як той, так і інший варіант викликав нарікання з боку громадських екологічних організацій, проте найбільшу критику планував будівництво на мисі Ханхіківі, який, на думку деяких фахівців, є унікальним природним об'єктом. Ще в 2009 році у Фінляндії почала діяти асоціація Pro Hanhikivi, метою якої є недопущення будівництва АЕС на мисі. У тому ж 2009 році муніципальною радою Пюхяйокі було схвалено будівництво АЕС на території громади.
5 жовтня 2011 року було оголошено про те, що нова атомна електростанція будуватиметься на мисі Ханхіківі в Пюхяйокі — на березі Ботнічної затоки, приблизно за 100 км на південь від Оулу. Вибір на користь Пюхяйокі було зроблено, за заявою керівництва консорціуму, внаслідок «цілісної оцінки»; зокрема, скельні породи тут виявилися твердішими, ніж у Сімо, а сейсмічна стійкість ґрунту — вище. Після оголошення про вибір місця будівництва представники асоціації Pro Hanhikivi засудили це рішення та заявили, що боротьба буде продовжена.
Фінська газета «Аамулехти» після оголошення про те, що визначено місце будівництва АЕС, написала, що у Фінляндії, враховуючи холодний клімат, альтернатив атомної енергетики немає і її розвиток рухається в протилежному напрямку порівняно, наприклад, з Німеччиною, яка ухвалила рішення про повну відмову від своєї атомної енергетики. Після аварії на японській АЕС Фукусіма-1 Фінляндія стала першою у світі країною, яка оголосила про будівництво нової атомної електростанції.

## Вибір постачальника
У 2011 році було оголошено про плани будівництва АЕС потужністю 1,8 ГВт з початком будівництва у 2015 та пуском у 2020 році.  Передбачалося, що станція обійдеться від 4 до 6 млрд євро. Будівництво АЕС доручено фінському ядерному консорціуму Fennovoima (власники-66,7% Консорціум фінських фірм, 33,3% Росатом). Спочатку розглядалося два можливі постачальники ядерних технологій - французька Areva і японська Toshiba. Проте рішення про постачальника у 2012 році так і не було ухвалено. У 2012 році з проекту з фінансування будівництва електростанції вийшло до 20% інвесторів (торгова мережа S-ryhmä, продовольча компанія Atria та ін). Було повідомлено, що у разі відмови від проекту великих інвесторів (E.ON або Outokumpu) плани будівництва станції можуть бути припинені. 24 жовтня 2012 року E.ON оголосив про продаж свого бізнесу у Фінляндії та відмову від участі у будівництві фінської АЕС.
Переговори з Areva закінчилися безрезультатно, переговори з Toshiba про постачання реактора потужністю 1600 МВт тривали. У березні 2013 року Fennovoima оголосила про те, що починає переговори про постачання атомного реактора для АЕС Пюхяйокі з Росатомом — російською держкорпорацією з атомної енергії, при цьому йдеться про реактор потужністю 1200 МВт.
3 липня 2013 року фінською компанією Fennovoima та ЗАТ «Русатом Оверсіз», дочірнім підприємством російської держкорпорації «Росатом», було підписано угоду про розробку проекту з метою підготовки до підписання контракту на будівництво станції. Планується, що цей контракт буде підписано до кінця 2013. 21 грудня 2013 року Fennovoima та ЗАТ «Русатом Оверсіз» підписали договір про постачання обладнання для АЕС. 24 грудня Fennovoima та компанія «ТВЕЛ» (інше дочірнє підприємство «Росатома») уклали контракт на постачання ядерного палива, а також надання супутніх послуг з проектування, ліцензування, а також навчання персоналу станції. Відповідно до контракту «ТВЕЛ» зобов'язується поставити паливо для першого завантаження станції та її експлуатації протягом 10 років; передбачено продовження договору. Сума контракту склала понад 450 млн. євро.
25 лютого 2014 року в Гельсінкі головою «Росатому» Сергієм Кирієнком і міністром економіки Фінляндії Яном Вапаавуорі було підписано російсько-фінляндську міжурядову угоду в галузі ядерної енергетики, в якій було обумовлено порядок обміну конфіденційною інформацією та врегульовано. На думку фінського міністра, угода є дуже актуальною з точки зору проекту будівництва російсько-фінської АЕС в Ханхіківі, оскільки подібна угода, що існувала раніше, припинила свою дію в 2004 році. У зв'язку зі зміною постачальника, а також потужності реактора компанією Fennovoima у березні 2014 року було подано заявку на видачу додаткових ліцензій до дозволу на будівництво АЕС. З цієї ж причини був потрібний повторний розгляд муніципальною радою Пюхяйоки питання будівництва АЕС на території громади; 7 травня 2014 року рада повторно схвалила будівництво 18 голосами проти 3 (у 2009 році підтримка будівництва була меншою — 16 голосів проти 5). 13 травня 2014 року «Росатом» почав приймати пропозиції від субпідрядників з Росії та Фінляндії щодо їхньої можливої участі у спорудженні АЕС. У жовтні 2014 року ЗАТ «Русатом Оверсіз» підписало договір з ВАТ «Атомпроект» на розробку повного пакету проектної документації АЕС у Пюхяйокі. У вересні 2014 року уряд Фінляндії схвалив проект будівництва АЕС за участю Росії, який передбачає використання російського реактора ВВЕР-1200; а 27 листопада 2014 року цей проект схвалили економічний комітет едускунти.

## Протести екологів
На думку міністра з питань довкілля Вілле Нійністе («Зелений союз»), висловленому у березні 2014 року, ставлення до будівництва АЕС у Ханхіківі — це питання вибору щодо майбутнього Фінляндії. «Чи хочемо ми, щоб у Фінляндії з'явився ще один атомний реактор, постачанням якого займатиметься компанія, більша частина акцій якої перебуває у володінні росіян? Чи все ж таки ми хочемо наголосити на вітчизняних відновлюваних джерелах енергії та виробництві, яке створить нові робочі місця в нашій країні?».
13 жовтня 2014 року активісти з хельсінкської екологічної організації Hyökyaalto, проникнувши на територію АЕС, на 6 годин заблокували дорожні роботи. Поліції вдалося заарештувати шістьох із дев'яти демонстрантів. На початку грудня 2014 року петиція проти будівництва АЕС у Пюхяйокі, під якою шведською організацією Kärnkraftsfritt Bottenviken було зібрано у Швеції понад 20 тисяч підписів, було передано до парламенту Фінляндії. Kärnkraftsfritt Bottenviken, яка виступає за Ботнічну затоку, вільну від атомної енергії, висловила, зокрема, своє занепокоєння тим, що дослідження можливого впливу майбутньої АЕС на навколишнє середовище були, на думку організації, неповноцінними.

## Власники та фінансування
Станом на літо 2015 року учасники проекту з фінської сторони є власниками понад 60% акцій майбутньої АЕС — такою є вимога національного регулятора. Серед них: виробник нержавіючої сталі Outokumpu, будівельна компанія SRV, а також фінська державна енергетична компанія Fortum, що приєдналася до проекту на початку серпня 2015 року. Російська компанія Русатом оверсіз володіє 34% акцій проекту.

## Хід робіт
Влітку 2015 року Fennovoima подала фінській владі заявку на отримання ліцензії. Передбачалося, що повний комплект документів для національного регулятора галузі компанія зможе зібрати у 2020 році, а ліцензію на будівництво станції буде отримано у першій половині 2022 року.
Незважаючи на відсутність ліцензії, урочиста церемонія початку робіт із закладення котловану відбулася 22 січня 2016 року. Головним підрядником будівництва є російський концерн "Титан-2", який відповідає за всі роботи від котловану до запуску станції.
Початок будівництва планувався у 2023 році, введення станції в експлуатацію — у 2029 році.
2 травня 2022 фінська проєктна компанія Fennovoima через агресію Росії проти України в односторонньому порядку розірвала контракт з «Росатомом» на будівництво АЕС; 24 травня Fennovoima відкликала заявку на ліцензію для будівництва АЕС. Будівництво станції на майданчику в Пюхяйокі зупинено.
Fennovoima посилалася у своєму рішенні на те, що в останні роки спостерігалися значні затримки в реалізації проєкту, а війна в Україні лише посилила ризики для нього. За словами гендиректора Fennovoima Йоахіма Шпехта, «Росатом» ще на початку 2022 року попередив фінську сторону про можливі затримки в проєкті (і нібито існував ризик перенесення проєкту на кілька років), голова Fennovoima називає це однією з причин, чому Фінляндія відмовилася від будівництва АЕС «Ханхіківі-1». «Росатом» планує в повному обсязі відсудити витрати на проєкт АЕС, подавши позови на 3 млрд дол. У свою чергу, Fennovoima розпочала арбітражний розгляд щодо «Росатома» стосовно нездійсненного проєкту; загальна сума вимог до «Росатома» становить близько 2 млрд євро, з яких 800 млн — це внесений Fennovoima авансовий платіж на користь RAOS Project (фінська структура «Росатома»).
У грудні 2022 Міжнародна рада з вирішення спорів (DRB) визнала неправомірним розірвання контракту на спорудження.
У вересні 2024 року розпочався знос будівель недобудованої АЕС.